# 全日本私立幼稚園連合会
全日本私立幼稚園連合会（ぜんにほんしりつようちえんれんごうかい）は、東京都千代田区九段北4-2-25 私学会館別館4Fに本部を置く私立幼稚園、私立の特別支援学校幼稚部の園長、教育機関の代表者等の任意団体。略称は全日私幼連。加盟幼稚園数は約7700。

## 概要
1984年4月23日、日本私立幼稚園連合会・全国学校法人立幼稚園連合会・全国私立幼稚園連盟の3団体が統合して本連合会が設立された。
私立における就学前教育に関する調査研究、振興を目的とする。
なお「私立幼稚園連合会」という名称だが一部の認定こども園も加盟している。

## 不祥事

### 横領事件
2021年3月11日、私幼連は会の基金など約4億円を不正に出金したとして、前会長と前事務局長を業務上横領と私文書偽造などの容疑で警視庁に刑事告訴した。2022年7月13日、警視庁はうち700万円を着服した容疑などで2人を逮捕した。8月3日、800万円を着服した容疑で前事務局長を再逮捕し、9月14日には、3500万円を着服した容疑で再逮捕した。前事務局長は横領した金を交際女性とのフランス旅行の旅費やブランド品の購入などに宛てていたとみられる。
同年12月20日、東京地方裁判所は「資金流出の発覚を恐れ、自己保身のために偽造を決めた」として、元会長に有印私文書偽造などの罪で懲役1年6月、執行猶予3年を言い渡した。
この事件に関連し、前会長らから国家公務員倫理規程に違反する不適切な接待を受けていたとして、2022年8月26日、文部科学省は、矢野和彦官房長ら6人を減給の懲戒処分にしたと発表した。
2023年9月20日、東京地裁は「周りの人から金持ちですごい人と思われたい、などという見えや欲から横領行為を繰り返した」と指摘し、元事務局長に業務上横領などの罪で懲役4年6月を言い渡した。預金通帳などの偽造については元会長が主導し、従属的な立場だったとした。

## 加盟幼稚園
全国47都道府県の私立幼稚園団体により構成される。
- 北海道私立幼稚園協会
- 青森県私立幼稚園連合会
- 岩手県私立幼稚園連合会
- 宮城県私立幼稚園連合会
- 秋田県私立幼稚園連合会
- 山形県私立幼稚園協会
- 福島県私立幼稚園連合会
- 茨城県私立幼稚園連合会
- 栃木県幼稚園連合会
- 群馬県私立幼稚園協会
- 全埼玉私立幼稚園連合会
- 全千葉県私立幼稚園連合会
- 新潟県私立幼稚園協会
- 山梨県私立幼稚園連合会
- 東京都私立幼稚園連合会
- 神奈川県私立幼稚園連合会

- 富山県私立幼稚園協会
- 石川県私立幼稚園協会
- 福井県私立幼稚園協会
- 長野県私立幼稚園協会
- 岐阜県私立幼稚園連合会
- 静岡県私立幼稚園協会
- 愛知県私立幼稚園連盟
- 三重県私立幼稚園協会
- 滋賀県私立幼稚園協会
- 京都府私立幼稚園連盟
- 兵庫県私立幼稚園協会
- 奈良県私立幼稚園連合会
- 和歌山県私立幼稚園協会
- 大阪府私立幼稚園連盟
- 鳥取県私立幼稚園協会
- 島根県私立幼稚園連合会

- 岡山県私立幼稚園連盟
- 広島県私立幼稚園連盟
- 山口県私立幼稚園協会
- 徳島県私立幼稚園協会
- 香川県私立幼稚園連盟
- 愛媛県私立幼稚園協会
- 高知県私立幼稚園連合会
- 福岡県私立幼稚園振興協会
- 佐賀県私立幼稚園連合会
- 長崎県私立幼稚園連合会
- 熊本県私立幼稚園連合会
- 大分県私立幼稚園連合会
- 宮崎県私立幼稚園連合会
- 鹿児島県私立幼稚園協会
- 沖縄県私立幼稚園連合会